# Melanosoma
Un melanosoma és un orgànul cel·lular, relacionat amb els lisosomes i els grànuls de les plaquetes de la sang. Al seu interior es fabrica la melanina, un pigment que, en els animals, protegeix la pell de la radiació solar.
El melasoma es forma dins el melanòcit. Està envoltat d'una membrana lipídica, i la seva forma, que és constant en cada espècie i tipus cel·lular, pot variar d'arrodonida a allargada. Es pot reconèixer el grau de maduresa dels melanosomes observant-se la ultraestructura al microscopi electrònic. En certes espècies (entre elles, els humans), els melanosomes no romanen dins els melanòcits, sinó que són expulsats en direcció als ceratinòcits al llarg de vies que s'assemblen a les dendrites de les neurones (els melanòcits tenen un origen neural), per on es mouen portats per la cinesina al llarg d'un sistema de microtúbuls. Aquest transport pot ser desencadenat o intensificat per certs factors: la intensitat dels rajos ultraviolats (el bronzeig, en els humans), factors hormonals o neurals (canvi de color associat a l'ambient o a les emocions/comportaments, en alguns peixos, crustacis i amfibis).
En els humans, els ceratinòcits reparteixen els melanosomes per sobre del seu nucli, protegint-lo així dels danys deguts a les radiacions ultraviolades. El nombre de melanosomes produïts pel melanòcit, la seva mida, la seva concentració en melanina i la naturalesa de la melanina (eumelanina o feomelanina), aií com la manera en què el ceratinòcit els reparteix per sobre del nucli, són característiques hereditàries que influeixen en el color de la pell humana.
La producció de la melanina dins el melanosoma és controlada essencialment per:
- enzims oxidatius com ara la tirosinasa (TIR), que permet la transformació de tirosina en dopaquinona, precursor de la melanina.
- la proteïna membranosa que controla el pH a l'interior del melanosoma (proteïna P)
- la proteïna de transport transmembranós (MATP), que afecta l'activitat de la TIR

Els gens implicats en la producció d'aquestes proteïnes són responsables de múltiples variacions i anomalies pigmentàries.